# Хюттен (Цюрих)
Хюттен (нем. Hütten) — бывшая коммуна в Швейцарии, в кантоне Цюрих. 1 января 2019 года вошла в состав коммуны Веденсвиль.
Входит в состав округа Хорген. Население составляет 913 человек (на 31 декабря 2007 года). Официальный код — 0134.